# (183595) 2003 TG58
(183595) 2003 TG58, também escrito como (183595) 2003 TG58, é um objeto transnetuniano (TNO) que está localizado no cinturão de Kuiper, uma região do Sistema Solar. Este objeto é classificado como um cubewano. O mesmo possui uma magnitude absoluta (H) de 6,7 e, tem um diâmetro com cerca de 201 km, por isso existem poucas chances que possa ser classificado como um planeta anão, devido ao seu tamanho relativamente pequeno.

## Descoberta
(183595) 2003 TG58 foi descoberto no dia 3 de outubro de 2003 através do Observatório de Mauna Kea.

## Órbita
A órbita de (183595) 2003 TG58 tem uma excentricidade de 0.108, possui um semieixo maior de 44,755 UA e um período orbital de cerca de 299 anos. O seu periélio leva o mesmo a uma distância de 40,099 UA em relação ao Sol e seu afélio a 49.41 UA.